# Acumontia roeweri
Acumontia roeweri is een hooiwagen uit de familie Triaenonychidae. De wetenschappelijke naam van Acumontia roeweri gaat  terug op Starega.